# Composetia marmorata
Composetia marmorata is een borstelworm uit de familie van de Nereididae. De wetenschappelijke naam van de soort werd voor het eerst geldig gepubliceerd in 1924 door Horst als Nereis (Ceratonereis) marmorata.